# Cosenza Calcio 2014-2015
Questa voce raccoglie le informazioni riguardanti il Cosenza Calcio nelle competizioni ufficiali della stagione 2014-2015.

## Organigramma societario
Organico societario tratto dal sito ufficiale della squadra.
Area direttiva
- Presidente: Eugenio Guarascio
- Amministratore delegato: Domenico Quaglio

Ufficio stampa
- Addetto Stampa: Gianluca Pasqua

Area organizzativa
- Team Manager: Kevin Marulla
- Segretario generale: Massimo Bandiera
- Dirigente addetto agli arbitri: Massimo Coglitore

Area sanitaria
- Medico Sociale: Dott. Nino Avventuriera

Area tecnica
- Allenatore: Roberto Cappellacci (fino al 27 ottobre 2014), Giorgio Roselli (dal 27 ottobre 2014)
- Allenatore in seconda: Marco Ianni (fino al 27 ottobre 2014), Stefano De Angelis (dal 27 ottobre 2014)
- Preparatore atletico: Roberto Bruni
- Preparatore dei portieri: Federico Orlandi

## Rosa

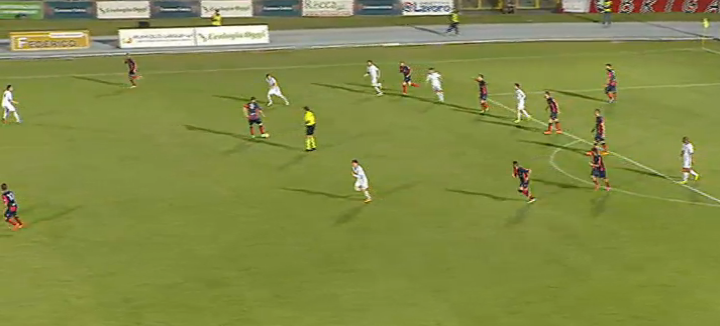
Un momento del ritorno della finale di Coppa Italia Lega Pro 2014-2015 tra Cosenza e Como, disputato allo Stadio "San Vito".

Rosa tratta dal sito della squadra.
| N. |                   | Ruolo | Calciatore                  |
| -- | ----------------- | ----- | --------------------------- |
|    | Italia (bandiera) | P     | Nicola Ravaglia             |
|    | Italia (bandiera) | P     | Manuel Puterio              |
|    | Italia (bandiera) | P     | Umberto Saracco             |
|    | Italia (bandiera) | D     | Edoardo Blondett (capitano) |
|    | Italia (bandiera) | D     | Gaetano Carrieri            |
|    | Italia (bandiera) | D     | Simone Ciancio              |
|    | Italia (bandiera) | D     | Antonio Magli               |
|    | Italia (bandiera) | D     | Riccardo Serpieri           |
|    | Italia (bandiera) | D     | Nicolò Sperotto             |
|    | Italia (bandiera) | D     | Luca Tedeschi               |
|    | Italia (bandiera) | D     | Matteo Zanini               |
|    | Italia (bandiera) | C     | Andrea Arrigoni             |

| N. |                   | Ruolo | Calciatore                          |
| -- | ----------------- | ----- | ----------------------------------- |
|    | Italia (bandiera) | C     | Cristian Caccetta                   |
|    | Italia (bandiera) | C     | Costantino Chidichimo               |
|    | Italia (bandiera) | C     | Elio Calderini                      |
|    | Italia (bandiera) | C     | Angelo Corsi                        |
|    | Italia (bandiera) | C     | Marco Criaco                        |
|    | Italia (bandiera) | C     | Giuseppe Fornito                    |
|    | Italia (bandiera) | C     | Giuseppe Statella                   |
|    | Italia (bandiera) | C     | Emiliano Tortolano                  |
|    | Italia (bandiera) | A     | Alessandro Cesca                    |
|    | Italia (bandiera) | A     | Sasha Cori                          |
|    | Italia (bandiera) | A     | Gianluca De Angelis (vice capitano) |
|    | Italia (bandiera) | A     | Danilo Perrotta                     |

## Calciomercato

### Sessione estiva(dal 1/7 al 31/8)
| Acquisti | Acquisti            | Acquisti    | Acquisti   |
| R.       | Nome                | da          | Modalità   |
| -------- | ------------------- | ----------- | ---------- |
| P        | Umberto Saracco     | Torino      | definitivo |
| P        | Nicola Ravaglia     | Parma       | prestito   |
| D        | Nicolò Sperotto     | Carpi       | prestito   |
| D        | Luca Tedeschi       | Parma       | definitivo |
| D        | Davide Bertolucci   | Venezia     | definitivo |
| D        | Edoardo Blondett    | Sampdoria   | definitivo |
| D        | Matteo Zanini       | Cesena      | prestito   |
| D        | Antonio Magli       | Brescia     | definitivo |
| D        | Simone Ciancio      | Juve Stabia | definitivo |
| C        | Cristian Caccetta   | Trapani     | definitivo |
| C        | Emiliano Tortolano  | Catania     | prestito   |
| C        | Giuseppe Fornito    | Napoli      | prestito   |
| C        | Pierantonio Sassano | Trapani     | prestito   |
| C        | Andrea Arrigoni     | Pavia       | definitivo |
| A        | Sasha Cori          | Cesena      | prestito   |

| Cessioni | Cessioni           | Cessioni       | Cessioni      |
| R.       | Nome               | a              | Modalità      |
| -------- | ------------------ | -------------- | ------------- |
| P        | Pierluigi Frattali | Avellino       | definitivo    |
| D        | Alfonso Pepe       | Sambenedettese | definitivo    |
| D        | Nicholas Guidi     | Forlì          | definitivo    |
| D        | Gaetano Carrieri   | Pavia          | definitivo    |
| D        | Mirko Palazzi      | San Marino     | svincolato    |
| D        | Daniele Liotti     | Juve Stabia    | ?             |
| D        | Federico Mannini   |                | svincolato    |
| D        | Marco Bigoni       |                | svincolato    |
| C        | Giordano Napolano  |                | svincolato    |
| C        | Fabio Meduri       | Savoia         | definitivo    |
| C        | Carmine Giordano   | Gavorrano      | definitivo    |
| C        | Yaw Asante         | Grosseto       | fine prestito |
| C        | Anthony Partipilo  | Bari           | fine prestito |
| A        | Matteo Chinellato  | Milan          | fine prestito |

### Operazioni esterne
| Acquisti | Acquisti         | Acquisti | Acquisti   |
| R.       | Nome             | da       | Modalità   |
| -------- | ---------------- | -------- | ---------- |
| A        | Alessandro Cesca | Rimini   | svincolato |

| Cessioni | Cessioni                    | Cessioni       | Cessioni   |
| R.       | Nome                        | a              | Modalità   |
| -------- | --------------------------- | -------------- | ---------- |
| A        | Jonathan Alberto Alessandro | Sambenedettese | definitivo |

### Sessione invernale(dal 5/1 al 2/2)
| Acquisti | Acquisti          | Acquisti     | Acquisti   |
| R.       | Nome              | da           | Modalità   |
| -------- | ----------------- | ------------ | ---------- |
| D        | Riccardo Serpieri | Lazio        | definitivo |
| C        | Giuseppe Statella | Pro Vercelli | definitivo |

| Cessioni | Cessioni             | Cessioni        | Cessioni   |
| R.       | Nome                 | a               | Modalità   |
| -------- | -------------------- | --------------- | ---------- |
| D        | Davide Bertolucci    | Pordenone       | definitivo |
| D        | Francesco Montagnesi | Rende           | definitivo |
| A        | Manolo Mosciaro      | Aversa Normanna | definitivo |
| A        | Pierantonio Sassano  | Aversa Normanna | prestito   |

## Risultati

### Lega Pro - Girone C

#### Girone di andata
| Arbitro: | Mainardi (Bergamo) |

|               |           |           |
| Gabionetta 6’ | Marcatori | 18’ Magli |

| Arbitro: | Melidoni (Frattamaggiore) |

|                    |           |                          |
| 57’, 68’ Calderini | Marcatori | Agnelli 28’ Iemmello 40’ |

| Arbitro: | Di Ruberto (Nocera Inferiore) |

|                                           |           |  |
| Branzani 22’ Floriano 70’ Radi 89’ (rig.) | Marcatori |  |

| Arbitro: | Mastrodonato (Molfetta) |

|                     |           |                         |
| Mosciaro 82’ (rig.) | Marcatori | 28’ Cerrai 52’ Perrulli |

| Arbitro: | Rasia (Bassano del Grappa) |

|           |           |  |
| Bianco 9’ | Marcatori |  |

| Cosenza 28 settembre 2014, ore 16:00 CEST 6ª giornata | Cosenza       | 0 – 0 referto | Catanzaro | Stadio San Vito (8614 spett.)\| Arbitro: \| Marini (Roma) \| |
| Arbitro:                                              | Marini (Roma) |               |           |                                                              |

| Arbitro: | Rapuano (Rimini) |

|                      |           |  |
| Insigne 4’, 22’, 85’ | Marcatori |  |

| Arbitro: | Lacagnina (Caltanissetta) |

|               |           |                |
| Calderini 63’ | Marcatori | 82’ Caccavallo |

| Arbitro: | Capraro (Cassino) |

|                                  |           |                             |
| Iannini 71’ Ciancio 90+5’ (aut.) | Marcatori | 24’, 78’ Cori 50’ Calderini |

| Arbitro: | Paolini (Ascoli Piceno) |

|  |           |             |
|  | Marcatori | 21’ Bombagi |

| Arbitro: | Vesprini (Macerata) |

|               |           |  |
| Sacilotto 66’ | Marcatori |  |

| Cosenza 8 novembre 2014, ore 15:00 CEST 12ª giornata | Cosenza          | 0 – 0 referto | Messina | Stadio San Vito (2000 spett.)\| Arbitro: \| Strippoli (Bari) \| |
| Arbitro:                                             | Strippoli (Bari) |               |         |                                                                 |

| Arbitro: | Dei Giudici (Latina) |

|                                  |           |  |
| Fornito 7’ Caccetta 50’ Cori 52’ | Marcatori |  |

| Arbitro: | Mantelli (Brescia) |

|               |           |              |
| Di Piazza 64’ | Marcatori | 90’ Blondett |

| Arbitro: | Giua (Pisa) |

|                                       |           |            |
| Magli 21’ Calderini 60’ Tortolano 79’ | Marcatori | 79’ Wagner |

| Arbitro: | Cifelli (Campobasso) |

|                 |           |                     |
| Arcidiacono 24’ | Marcatori | 6’ (rig.) Calderini |

| Arbitro: | Dionisi (L'Aquila) |

|                    |           |  |
| Tortolano 51’, 67’ | Marcatori |  |

| Arbitro: | Colarossi (Roma) |

|                                            |           |                        |
| Eusepi 16’ (rig.) Alfageme 28’ Marotta 41’ | Marcatori | 4’ Magli 75’ Tortolano |

| Arbitro: | Fourneau (Roma) |

|                       |           |  |
| Arrigoni 45’ Cori 69’ | Marcatori |  |

#### Girone di ritorno
| Cosenza 11 gennaio 2015, ore 14:30 CEST 20ª giornata | Cosenza            | 0 – 0 referto | Salernitana | Stadio San Vito (2721 spett.)\| Arbitro: \| Illuzzi (Molfetta) \| |
| Arbitro:                                             | Illuzzi (Molfetta) |               |             |                                                                   |

| Arbitro: | Bertani (Pisa) |

|                                                         |           |                |
| Agnelli 11’ Sarno 66’ Iemmello 69’ Cavallaro 81’ (rig.) | Marcatori | 90’ De Angelis |

| Arbitro: | D'apice (Arezzo) |

|                   |           |               |
| Quadri 22’ (aut.) | Marcatori | 50’ Venitucci |

| Arbitro: | Capilungo (Lecce) |

|               |           |  |
| Raffaello 13’ | Marcatori |  |

| Arbitro: | Baroni (Firenze) |

|                        |           |                       |
| De Angelis 7’ Cori 47’ | Marcatori | 40’ Mancino 51’ Cissé |

| Arbitro: | Fiore (Barletta) |

|              |           |  |
| Bernardo 46’ | Marcatori |  |

| Arbitro: | Morreale (Roma) |

|                             |           |  |
| De Angelis 21’ Caccetta 70’ | Marcatori |  |

| Pagani 1º marzo 2015, ore 11:00 CEST 27ª giornata | Paganese                | 0 – 0 referto | Cosenza | Stadio Marcello Torre (287 spett.)\| Arbitro: \| Guarino[41] (Caltanissetta) \| |
| Arbitro:                                          | Guarino (Caltanissetta) |               |         |                                                                                 |

| Arbitro: | Giuia (Pisa) |

|                                  |           |  |
| Calderini 9’ (rig.) Caccetta 59’ | Marcatori |  |

| Arbitro: | Piscopo (Imperia) |

|           |           |                |
| Cesca 47’ | Marcatori | 51’ Di Carmine |

| Arbitro: | Tardino (Milano) |

|               |           |  |
| Calderini 11’ | Marcatori |  |

| Messina 21 marzo 2015, ore 14:30 CEST 31ª giornata | Messina            | 0 – 0 referto | Cosenza | Stadio San Filippo (1825 spett.)\| Arbitro: \| Illuzzi (Molfetta) \| |
| Arbitro:                                           | Illuzzi (Molfetta) |               |         |                                                                      |

| Arbitro: | Ranaldi (Tivoli) |

|  |           |               |
|  | Marcatori | 86’ Calderini |

| Cosenza 2 aprile 2015, ore 14:00 CEST 33ª giornata | Cosenza            | 0 – 0 referto | Savoia | Stadio San Vito (1371 spett.)\| Arbitro: \| Dionisi (L'Aquila) \| |
| Arbitro:                                           | Dionisi (L'Aquila) |               |        |                                                                   |

| Arbitro: | Perotti (Legnano) |

|              |           |                      |
| Arrigoni 18’ | Marcatori | 61’ (rig.) Infantino |

| Cosenza 18 aprile 2015, ore 15:00 CEST 35ª giornata | Cosenza              | 0 – 0 referto | Martina | Stadio San Vito (1070 spett.)\| Arbitro: \| Pietropaolo (Modena) \| |
| Arbitro:                                            | Pietropaolo (Modena) |               |         |                                                                     |

| Aversa 25 aprile 2015, ore 17:30 CEST 36ª giornata | Aversa Normanna | 0 – 0 referto | Cosenza | Stadio Augusto Bisceglia (500 spett.)\| Arbitro: \| Mancini (Fermo) \| |
| Arbitro:                                           | Mancini (Fermo) |               |         |                                                                        |

| Arbitro: | Schirru (Nichelino) |

|  |           |       |
|  | Marcatori | Agyei |

| Arbitro: | Baldicchi (Città di Castello) |

|                                         |           |                                           |
| Caturano 33’, 50’ Fella 45’ Tortori 90’ | Marcatori | 10’ Statella 60’ De Angelis 90+2’ Ciancio |

### Coppa Italia

#### Primo turno eliminatorio
| Arbitro: | Rossi (Rovigo) |

|                          |           |                                   |
| Kirilov 7’ 63’ Jadid 12’ | Marcatori | 35’ (rig.) Mosciaro 60’ Calderini |

### Coppa Italia Lega Pro

#### Fase a eliminazione diretta
| Arbitro: | Ranaldi (Tivoli) |

|              |           |                                       |
| Morosini 14’ | Marcatori | 16’ (rig.) De Angelis 38’ 73’ Sassano |

| Arbitro: | Boggi (Salerno) |

|                                               |                      |                                  |
| J. Alessandro Tortolano Ciancio Fornito Corsi | Tiri di rigore 4 – 2 | Armellino Rizzo Maita Di Lorenzo |

| Arbitro: | Guarino (Caltanissetta) |

|                       |           |  |
| De Angelis 59’ (rig.) | Marcatori |  |

| Arbitro: | Ranaldi (Tivoli) |

|  |           |                |
|  | Marcatori | 76’ De Angelis |

| Arbitro: | Martinelli (Roma) |

|            |           |  |
| Criaco 59’ | Marcatori |  |

| Arbitro: | Caso (Verona) |

|                |           |          |
| Libertazzi 17’ | Marcatori | 40’ Cori |

| Arbitro: | Piccinini (Forlì) |

|             |           |                                                        |
| Le Noci 69’ | Marcatori | 24’ Criaco 26’ De Angelis 57’ Statella 90+2’ Calderini |

| Arbitro: | Di Ruberto (Nocera Inferiore) |

|             |           |  |
| Ciancio 33’ | Marcatori |  |

## Statistiche
Statistiche aggiornate al 9 maggio 2015.

### Statistiche di squadra
| Competizione          | P.ti | In casa | In casa | In casa | In casa | In casa | In casa | In trasferta | In trasferta | In trasferta | In trasferta | In trasferta | In trasferta | Totale | Totale | Totale | Totale | Totale | Totale | D.R |
| Competizione          | P.ti | G       | V       | N       | P       | Gf      | Gs      | G            | V            | N            | P            | Gf           | Gs           | G      | V      | N      | P      | Gf     | Gs     | D.R |
| --------------------- | ---- | ------- | ------- | ------- | ------- | ------- | ------- | ------------ | ------------ | ------------ | ------------ | ------------ | ------------ | ------ | ------ | ------ | ------ | ------ | ------ | --- |
| Lega Pro - Girone C   | 44   | 19      | 7       | 9       | 3       | 22      | 11      | 19           | 2            | 8            | 9            | 15           | 28           | 38     | 9      | 17     | 12     | 37     | 39     | -2  |
| Coppa Italia          | -    | -       | -       | -       | -       | -       | -       | 1            | 0            | 0            | 1            | 2            | 3            | 1      | 0      | 0      | 1      | 2      | 3      | -1  |
| Coppa Italia Lega Pro | -    | 4       | 3       | 1       | 0       | 3       | 0       | 4            | 3            | 1            | 0            | 9            | 3            | 8      | 6      | 2      | 0      | 12     | 3      | +9  |
| Totale                | 44   | 23      | 10      | 10      | 3       | 25      | 11      | 24           | 5            | 9            | 10           | 26           | 34           | 47     | 15     | 19     | 13     | 51     | 45     | +6  |

### Andamento in campionato
| Giornata  | 1  | 2  | 3  | 4  | 5  | 6  | 7  | 8  | 9  | 10 | 11 | 12 | 13 | 14 | 15 | 16 | 17 | 18 | 19 | 20 | 21 | 22 | 23 | 24 | 25 | 26 | 27 | 28 | 29 | 30 | 31 | 32 | 33 | 34 | 35 | 36 | 37 | 38 |
| --------- | -- | -- | -- | -- | -- | -- | -- | -- | -- | -- | -- | -- | -- | -- | -- | -- | -- | -- | -- | -- | -- | -- | -- | -- | -- | -- | -- | -- | -- | -- | -- | -- | -- | -- | -- | -- | -- | -- |
| Luogo     | T  | C  | T  | C  | T  | C  | T  | C  | T  | C  | T  | C  | C  | T  | C  | T  | C  | T  | C  | C  | T  | C  | T  | C  | T  | C  | T  | C  | T  | C  | T  | T  | C  | T  | C  | T  | C  | T  |
| Risultato | N  | N  | P  | P  | P  | N  | P  | N  | V  | P  | P  | N  | V  | N  | V  | N  | V  | P  | V  | N  | P  | N  | P  | N  | P  | V  | N  | V  | N  | V  | N  | V  | N  | N  | N  | N  | P  | P  |
| Posizione | 11 | 12 | 15 | 17 | 19 | 18 | 19 | 19 | 16 | 18 | 19 | 18 | 15 | 16 | 12 | 14 | 13 | 14 | 12 | 12 | 13 | 14 | 15 | 15 | 15 | 14 | 14 | 12 | 13 | 11 | 11 | 10 | 10 | 10 | 9  | 10 | 10 | 10 |

Fonte:  Italian Lega Pro 1 Divisione C, su corrieredellosport.it, Corriere dello Sport - Stadio. URL consultato il 20 ottobre 2014 (archiviato dall'url originale il 30 settembre 2014).
Legenda:

Luogo: C = Casa; T = Trasferta. Risultato: V = Vittoria; N = Pareggio; P = Sconfitta.

### Statistiche dei giocatori
In corsivo i giocatori trasferiti altrove durante il mercato invernale.
| Giocatore     | Lega Pro - Girone C | Lega Pro - Girone C | Lega Pro - Girone C | Lega Pro - Girone C | Coppa Italia | Coppa Italia | Coppa Italia | Coppa Italia | Coppa Italia Lega Pro | Coppa Italia Lega Pro | Coppa Italia Lega Pro | Coppa Italia Lega Pro | Totale   | Totale | Totale      | Totale     |
| Giocatore     | Presenze            | Reti                | Ammonizioni         | Espulsioni          | Presenze     | Reti         | Ammonizioni  | Espulsioni   | Presenze              | Reti                  | Ammonizioni           | Espulsioni            | Presenze | Reti   | Ammonizioni | Espulsioni |
| ------------- | ------------------- | ------------------- | ------------------- | ------------------- | ------------ | ------------ | ------------ | ------------ | --------------------- | --------------------- | --------------------- | --------------------- | -------- | ------ | ----------- | ---------- |
| J. Alessandro | 12                  | 0                   | 0                   | 0                   | 1            | 0            | 0            | 0            | 1                     | 0                     | 0                     | 0                     | 14       | 0      | 0           | 0          |
| A. Arrigoni   | 31                  | 2                   | 4                   | 0                   | 1            | 0            | 0            | 0            | 6                     | 0                     | 0                     | 0                     | 38       | 2      | 4           | 0          |
| D. Bertolucci | 6                   | 0                   | 0                   | 0                   | 1            | 0            | 0            | 0            | 3                     | 0                     | 0                     | 0                     | 10       | 0      | 0           | 0          |
| E. Blondett   | 21                  | 1                   | 6                   | 1                   | 1            | 0            | 0            | 0            | 7                     | 0                     | 0                     | 0                     | 29       | 1      | 6           | 1          |
| C. Caccetta   | 23                  | 3                   | 8                   | 0                   | -            | -            | -            | -            | 3                     | 0                     | 0                     | 0                     | 26       | 3      | 8           | 0          |
| E. Calderini  | 31                  | 9                   | 4                   | 1                   | 1            | 1            | 1            | 0            | 8                     | 1                     | 1                     | 0                     | 40       | 11     | 6           | 1          |
| G. Carrieri   | 9                   | 0                   | 2                   | 0                   | -            | -            | -            | -            | 5                     | 0                     | 0                     | 0                     | 14       | 0      | 2           | 0          |
| A. Cesca      | 14                  | 1                   | 0                   | 0                   | -            | -            | -            | -            | 6                     | 0                     | 1                     | 0                     | 20       | 1      | 1           | 0          |
| C. Chidichimo | 3                   | 0                   | 0                   | 0                   | -            | -            | -            | -            | 2                     | 0                     | 0                     | 0                     | 5        | 0      | 0           | 0          |
| S. Ciancio    | 33                  | 1                   | 3                   | 2                   | -            | -            | -            | -            | 7                     | 1                     | 0                     | 0                     | 40       | 2      | 3           | 2          |
| S. Cori       | 27                  | 5                   | 4                   | 1                   | -            | -            | -            | -            | 3                     | 1                     | 0                     | 0                     | 30       | 6      | 4           | 1          |
| A. Corsi      | 30                  | 0                   | 7                   | 0                   | -            | -            | -            | -            | 7                     | 0                     | 1                     | 0                     | 37       | 0      | 8           | 0          |
| M. Criaco     | 25                  | 0                   | 3                   | 0                   | 1            | 0            | 0            | 0            | 6                     | 2                     | 2                     | 0                     | 32       | 2      | 5           | 0          |
| G. De Angelis | 23                  | 4                   | 5                   | 0                   | -            | -            | -            | -            | 5                     | 4                     | 0                     | 0                     | 28       | 8      | 5           | 0          |
| G. Fornito    | 26                  | 1                   | 2                   | 1                   | 1            | 0            | 0            | 0            | 5                     | 0                     | 1                     | 0                     | 32       | 1      | 3           | 1          |
| A. Magli      | 29                  | 3                   | 3                   | 0                   | 1            | 0            | 0            | 0            | 3                     | 0                     | 0                     | 0                     | 33       | 3      | 3           | 0          |
| M. Mosciaro   | 11                  | 1                   | 0                   | 0                   | 1            | 1            | 0            | 0            | 1                     | 0                     | 0                     | 0                     | 13       | 2      | 0           | 0          |
| G. Napolano   | -                   | -                   | -                   | -                   | 1            | 0            | 0            | 0            | -                     | -                     | -                     | -                     | 1        | 0      | 0           | 0          |
| D. Perrotta   | -                   | -                   | -                   | -                   | -            | -            | -            | -            | -                     | -                     | -                     | -                     | -        | -      | -           | -          |
| M. Puterio    | -                   | -                   | -                   | -                   | -            | -            | -            | -            | -                     | -                     | -                     | -                     | -        | -      | -           | -          |
| N. Ravaglia   | 31                  | -29                 | 3                   | 1                   | 1            | 0            | 0            | 0            | 3                     | -1                    | 0                     | 0                     | 35       | -30    | 3           | 1          |
| U. Saracco    | 5                   | -7                  | 0                   | 0                   | -            | -            | -            | -            | 5                     | -2                    | 0                     | 0                     | 10       | -9     | 0           | 0          |
| P. Sassano    | 5                   | 0                   | 1                   | 0                   | 1            | 0            | 0            | 0            | 2                     | 2                     | 0                     | 0                     | 8        | 2      | 1           | 0          |
| R. Serpieri   | 3                   | 0                   | 1                   | 0                   | -            | -            | -            | -            | 1                     | 0                     | 0                     | 0                     | 4        | 0      | 1           | 0          |
| N. Sperotto   | 13                  | 0                   | 2                   | 0                   | -            | -            | -            | -            | 1                     | 0                     | 0                     | 0                     | 14       | 0      | 2           | 0          |
| G. Statella   | 15                  | 1                   | 3                   | 0                   | -            | -            | -            | -            | 5                     | 1                     | 0                     | 0                     | 20       | 2      | 3           | 0          |
| L. Tedeschi   | 30                  | 0                   | 4                   | 0                   | -            | -            | -            | -            | 6                     | 0                     | 1                     | 0                     | 36       | 0      | 5           | 0          |
| E. Tortolano  | 24                  | 4                   | 1                   | 0                   | 1            | 0            | 0            | 0            | 4                     | 0                     | 2                     | 0                     | 29       | 4      | 3           | 0          |
| M. Zanini     | 21                  | 0                   | 3                   | 0                   | 1            | 0            | 0            | 0            | 6                     | 0                     | 0                     | 0                     | 28       | 0      | 3           | 0          |

## Giovanili

### Organigramma
Dal sito ufficiale della società
- Responsabile tecnico: Enzo Patania
- Allenatore Berretti: Tonio Sarcinella
- Allenatore Allievi nazionali: Roberto Occhiuzzi
- Allenatore Giovanissimi nazionali: Maurizio Ricci
- Allenatori in seconda: Antonio Gentile e Armando Malvasi

- Preparatore atletico: Luigi Pincente
- Responsabile preparazione dei portieri: Daniele Lanza
- Responsabile staff medico: dott. Nino Avventuriera
- Fisioterapista: prof. Francesco Pugliese
- Dirigenti accompagnatori: Aldo Greco, Giulio Binetti e Daniele Tenuta